# Zunftstube (Aarau)

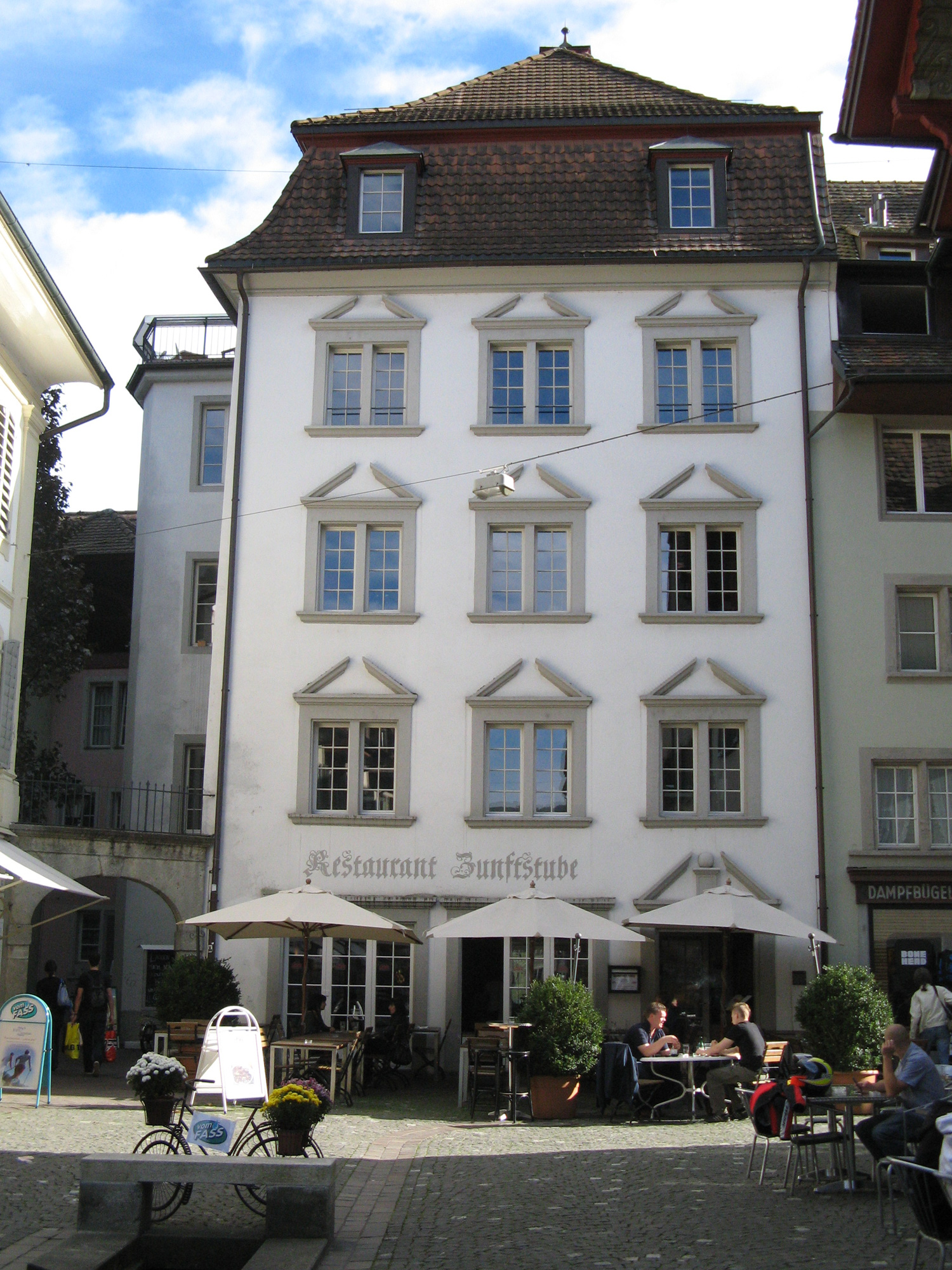
Zunftstube

Die Zunftstube ist ein Gebäude in der Altstadt von Aarau in der Schweiz. Es befindet sich an der Pelzgasse 19, wird als Gaststätte genutzt und diente zu Beginn des 19. Jahrhunderts vorübergehend als Sitz der Stadtbehörden. Das Gebäude steht unter kantonalem Denkmalschutz.

## Geschichte
Das genaue Baujahr ist nicht bekannt, dürfte aber Ende des 17. Jahrhunderts gewesen sein. Als Aarau 1798 vorübergehend Hauptstadt der Helvetischen Republik war, wurde das Haus für Verwaltungszwecke zur Verfügung gestellt. 1803 bezogen Regierung und Parlament des Kantons Aargau das Aarauer Rathaus, das die Stadt aus Mangel an geeigneten Gebäuden überlassen hatte. Die Stadtbehörden wichen zunächst auf das Haus zum Schlossgarten aus, zogen dann aber 1804 an die Pelzgasse 19 um. Hier waren Ratssaal, Kanzlei und Bezirksgericht untergebracht. Nach Fertigstellung des kantonalen Regierungsgebäudes im Jahr 1819 konnten die Stadtbehörden wieder das Rathaus übernehmen.
Von 1828 bis 1839 diente das Gebäude als Gaststätte, und wieder ununterbrochen seit 1875. Der heutige Name «Zunftstube» ist seit 1890 in Gebrauch. Er geht auf damals angebrachte Bilder zurück, die Zünfte darstellten. Derzeitiger Nutzer der Zunftstube ist das mexikanische Restaurant «El Camino».

## Architektur
Das vierstöckige Gebäude steht in der Südostecke der Altstadt und wurde im spätgotischen Stil errichtet. Ein Mansarddach mit Dachreiter überragt die umgebenden Häuser und dient als Blickfang. Die Fassade ist ungegliedert, die Fenster und die Haustür weisen Gesimsbekrönungen mit Dreiecksgiebeln auf. Links neben dem Erdgeschoss befindet sich ein Durchgang zum «Graben». Zur Innenausstattung gehört eine im Jahr 1723 von Johann Ulrich Schnetzler angefertigte Stuckdecke im zweiten Stockwerk, auf der Allegorien von Krieg und Frieden dargestellt sind.